# Titanic II
Titanic II är en katastroffilm från 2010 distribuerad direkt till video av The Asylum, skriven och regisserad av Shane Van Dyke, som också spelar rollen som Hayden Walsh. Filmen är inte en uppföljare till James Camerons film från 1997, men filmsajten Dread Central har antytt att den kan vara en så kallad mockbuster av den.

## Handling
I april 2012, 100 år efter att RMS Titanic gick under, döps en ny, liknande lyxkryssare med namnet SS Titanic II. På sin jungfrufärd följer den samma rutt som Titanic skulle ha tagit 100 år tidigare, fast i motsatt riktning (Från New York till Southampton).
Under överfarten orsakar den globala uppvärmningen att Helheimglaciären på Grönland kollapsar, vilket skapar en tsunami med en hastighet av 1300 km/h som för med sig ett isberg som kraschar mot Titanic II. Hela styrbord sida av skeppet krossas och ett intensivt tryck bildas mot fartygets turbiner. Medan människor kämpar mot det stigande vattnet och springer mot de ubåtsformade livbåtarna exploderar turbinerna med följd att brand bryter ut i det sjunkande fartyget.
Några timmar senare slår en ny tsunami skapad av glaciärens andra kollaps mot skeppet, denna gång i överljudshastighet. Fartyget välter och blir liggande upp och ner, vilket får till följd att överlevande på däck drunknar och passagerare i livbåtarna dödas. Slutligen är Titanic II vattenfylld och sjunker.
Huvudpersonerna, skeppets ägare Hayden Walsh och sjuksköterskorna Amy Maine och Kelly Wade, överlever då de har stannat ombord, tvärtemot de order som Amys far, Kapten James Maine, har givit. Kelly dödas senare när en tung dörr krossar hennes kropp då hon försöker ta sig genom den. Hayden ger den enda syrgastuben till Amy. Innan han offrar sitt liv för henne kysser Hayden Amy och ber henne att försöka återuppliva honom om han drunknar. Kapten Maine räddar dem båda, men då har Hayden redan drunknat och vaknar inte trots Amys återupplivningsförsök. Därmed är Amy och ett okänt antal skadade passagerare, som Hayden lät skicka iväg i sin helikopter tidigare i filmen, de enda kända överlevande från katastrofen.

## Rollista i urval
- Shane Van Dyke som Hayden Walsh
- Marie Westbrook som Amy Maine
- Bruce Davison som James Maine
- Brooke Burns som Dr. Kim Patterson
- Michelle Glavan som Kelly Wade
- Carey Van Dyke som Elmer Coolidge
- D.C. Douglas som Captain Will Howard
- Dylan Vox som Dwayne Stevens
- Wittly Jourdan som Elijia Stacks
- Myles Cranford som Admiral Wes Hadley